# Sin (音楽プロデューサー)
Sin（シン、1971年6月24日 - ）は、日本の作曲家、編曲家、音楽プロデューサー。国立音楽大学卒業、同大学院ピアノ科修了。本名は橋本慎。フジテレビ音組として、僕らの音楽 Our Music、ミュージックフェア、FNS歌謡祭、等の編曲・演奏を手掛ける。また、橋本しん名義でドラマや映画等の劇伴を制作している。

## 略歴
幼少の頃よりピアノを習い、数年後にはドラムと作曲も学び始める。
1996年、フジテレビ系連続ドラマ『ロングバケーション』オリジナルサウンドトラックにて作曲、アレンジ、伴奏等で参加。
1998年、Ria(Vo.)とのユニット「SR Smoothy」結成。シングル6枚、アルバム2枚をフォーライフレコードからリリース。
2001年、DJ KATSUYAとのユニット「Nature Soul」として活動開始。自らのアーティスト活動の傍ら、J-POPシーンのプロデューサーとして活動。
2003年、フジテレビ系連続ドラマ『いつもふたりで』の主題歌、光永亮太「Always」をはじめ、伴都美子、AAA、LISA、EXILE、hiro、Def Tech、CASSIS、中島美嘉といったアーティストの作曲、編曲、プロデュースを担当。その他、『僕だけのマドンナ』『東京フレンズ』や『バックダンサーズ!』『となり町戦争』などの映画のサウンドトラックも手掛ける。
2009年、フォーライフミュージック主催の30DAY'Sオーディションの合格者である菅原紗由理をプロデュース。藤木直人の音楽プロデュースを担当。

## 楽曲を提供したアーティスト
- 菅原紗由理
- 光永亮太
- 松たか子
- hiro
- 上戸彩
- 星野真里
- 中島美嘉
- 新井裕子
- Wish*
- 唐沢美帆
- 下川みくに
- ボブ・サップ
- 我那覇美奈
- 中林芽依
- 伴都美子
- AAA
- Tasty Jam
- LISA
- EXILE
- Def Tech
- NAO
- CASSIS
- 藤木直人
- 中嶋ユキノ

## ドラマ・映画
- ロングバケーション
- 僕だけのマドンナ
- ショムニ
- 東京フレンズ
- 涙をふいて
- ビッグマネー
- バックダンサーズ!
- となり町戦争
- 天使のナイフ
- 僕が僕であるために
- ラブ・レボリューション
- 水曜日の情事
- スローダンス
- LOVE SESSION
- Beat Pops（EXILE主演舞台）
- 彼女の言うことには。（真矢みき主演舞台）
- 優雅な秘密（舞台）